# 梁家祠 (荔湾区)
荔湾区的梁家祠位于中国广州市荔湾区龙津西路梁家祠街34号，为梁氏族人的家祠。
建筑坐北朝南，三间三进，为典型的岭南民间祠堂建筑。总面宽12.9米，总进深54.3米，占地面积约700平方米。硬山顶，尖形人字封火山墙，碌灰筒瓦，青砖石脚。头门面宽三间，进深三间约10米共十一架。前后有木雕封檐板，雕刻有花卉图案，大门前有一对石狮子。中堂面宽三间，进深三间共十一架。花岗石梅花檐柱，木雕梁架保存较好，梁架透雕博古纹饰，装饰简朴。前有天井及两廊，现两廊已拆，与天井连成一片。后堂间隔基本已改变。建筑主体基本保存，但祠内多处有搭建的阁楼。
其建于清代，1960年代曾作为幼儿园，后期为荔湾区教师进修中心，现为荔湾区旅游咨询服务中心及荔枝湾变迁历史展览馆。1992年9月被公布为广州市登记文物保护单位。